# Heinrich Walther Gerdes
Heinrich Walther Gerdes (* 24. August 1690 in Hamburg; † Januar 1742 in London) war ein deutscher Theologe und Bibliothekar.

## Leben
Heinrich Walther Gerdes wurde 1690 in Hamburg geboren. Er besuchte bis 1708 das Johanneum in seiner Heimatstadt. Danach studierte er Evangelische Theologie ebenfalls in Hamburg. Im November 1714 bewarb er sich um ein Predigtamt, schlug den Beruf eines Pfarrers ein und kam nach Darmstadt. 
Gerdes erwarb sich durch Predigten in der Hofkapelle des Darmstädter Residenzschlosses die Gunst des Landgrafen Ernst Ludwig von Hessen-Darmstadt, der ihn im Mai 1717 nach dem Tod von Georg Christian Lehms zum Hofbibliothekar in Darmstadt ernannte. In seiner Amtszeit begann Johann Philipp Jung mit der Katalogisierung der Bibliotheksbestände. Gerdes war weniger an der eigentlichen Arbeit eines Bibliothekars als an der Erforschung der Geschichte Hessens interessiert. Bald nach seinem Amtsantritt verfasste er eine kommentierte Quellensammlung zur hessischen Geschichte. Er unternahm zahlreiche Reisen u. a. nach Glückstadt, Dänemark, Schweden und England. Nach seiner theologischen Promotion 1723 an der Universität Gießen wurde er als Direktor der Hofbibliothek entlassen. Er wurde daraufhin Pfarrer an der Schwedischen Kirche in London. 1726 wurde er Fellow der Royal Society in London.
Gerdes, der ein starkes Interesse an linguistischen Fragestellungen hatte, erwarb in den späten 1730er Jahren die Bibliothek von Gottlieb Siegfried Bayer.
Gerdes starb 1742 im Alter von 51 Jahren in London.

## Veröffentlichungen
- 1723: Dissertatio Theologica Inauguralis, De Christo Unico Abrahami Semine, Cui, Absque Ulla Alia Mediatione, Omnis klēronomioi Ex Promissione Debetur, Ad Explicationem Loci Gal. III. v. 20 ..., Gießen.